# United States House Committee on Science, Space, and Technology
Das United States House Committee on Science, Space, and Technology ist ein ständiger Ausschuss des Repräsentantenhauses der Vereinigten Staaten. Er wurde 1958 als Folge des Starts von Sputnik durch die Sowjetunion als Committee on Astronautics and Space Exploration gegründet und ist damit ein recht neuer Ausschuss des Repräsentantenhauses. Derzeitige Vorsitzende ist Eddie Bernice Johnson (D-TX), Oppositionsführer (Ranking Member) ist Frank Lucas (R-OK).

## Aufgabenbereich
Der Ausschuss ist zuständig für die meisten nicht-militärischen Forschungen des Bundes. In seiner ausschließlichen Zuständigkeit befinden sich die National Aeronautics and Space Administration (NASA), National Science Foundation (NSF), National Institute of Standards and Technology (NIST) und die White House Office of Science and Technology Policy (OSTP).

## Mitglieder
Im 117. Kongress besteht der Ausschuss aus 22 Demokraten und 18 Republikanern. Ranghöchster Demokrat im Gremium ist die Ausschussvorsitzende (Chairwoman) Eddie Bernice Johnson.
| Demokraten | Republikaner |
| --- | --- |
| - Eddie Bernice Johnson, Chairwoman - Zoe „Sue“ Lofgren - Suzanne Marie Bonamici - Amerish Babulal „Ami“ Bera - Haley Maria Stevens - Rebecca Michelle Sherrill - Jamaal Bowman - Melanie Ann Stansbury - Bradley James Sherman - Edwin George Perlmutter - Gerald McNerney - Paul David Tonko - George William Foster - Donald W. Norcross - Donald Sternoff Beyer Jr. - Charles Joseph Crist Jr. - Sean Thomas Casten - Conor James Lamb - Deborah Koff Ross - Gwendolynne Sophia Moore - Daniel Timothy Kildee - Susan Ellis Wild - Elizabeth Ann Pannill Fletcher | - Frank Dean Lucas, Ranking Member - Morris Jackson Brooks, Jr. - William Joseph Posey - Randell Keith Weber senior - Brian Philip Babin - Anthony E. Gonzalez - Michael George Glen Waltz - James Richard Baird - Daniel Alan Webster - Michael Joseph Garcia - Stephanie Irene Bice - Young Kim - Randall L. Feenstra - Jacob Andrew Joseph LaTurner - Carlos Antonio Giménez - Jay Phillip Obernolte - Peter James Meijer - John Kevin Ellzey senior - Mike Carey |

## Unterausschüsse
| Subcommittee               | Übersetzung               | Chair (Vorsitz)           |
| -------------------------- | ------------------------- | ------------------------- |
| Energy                     | Energie                   | Jamaal Bowman             |
| Environment                | Umwelt                    | Rebecca Michelle Sherrill |
| Investigations & Oversight | Untersuchungen & Aufsicht | George William Foster     |
| Research & Technology      | Forschung & Technologie   | Haley Maria Stevens       |
| Space & Aeronautics        | Weltraum & Luftfahrt      | Donald Sternoff Beyer Jr. |